# 向死神许下最后的愿望
《向死神許下最後的願望》是日本漫畫家山口ミコト的作品。2008年10月9日在史克威爾艾尼克斯的《GANGAN ONLINE》上發佈先行版，先行版是完全獨立的故事。後在同社的《月刊GANGAN JOKER》的2009年11月號開始連載。在連載版故事结束时向讀者提示，讓讀者自己推理出真凶。
2019年3月22日，由山口擔任原作，漫畫家古代甲負責作畫，重新詮釋上部連載版的《向死神許下最後的願望RE》於《月刊GANGAN JOKER》上開始新連載。

## 作品簡介

### 先行版
17歲的井向健在不眠不休地工作了4天後，因過度疲勞而睡著了。在醒來後，發現自己的頭髮變成了白色，身邊還睡著個自稱死神的女孩記理子。還因為她的錯誤造成了井向健被重新“復活”，作為懲罰被轉為死神替補輔佐記理子，並接下了第一個任務……

### 連載版
殺害父母和妹妹3人的相田静，判處死刑後在他面前出現了已經死去的妹妹響，並說她已經成為死神，是前來送他下地獄的。但隨後發現静被判死刑是響的最後願望的結果，於是靜和響定下一同找出事件的真凶的約定。

## 先行版登場人物
井向健
主人公，17歲，學生兼代理作家，出生後還連著臍帶就被遺棄的不幸少年，生活十分清貧。是個蘿莉控。
記理子
女主角，16歲但看似13、4歲，是位死神新人。有些天然呆。是上司預測主人公“那類”的最後願望並按喜好而派去的。但卻錯誤受理了“早上7點叫他起床”的最後願望，使主人公錯過原定的死亡時間，跳過了死亡。
瑪亞
記理子的前輩和上司，是位成熟的女性，對工作十分負責。
美月凜
主角們的第1個受理對象。是個9歲的小女孩，2歲時父母雙亡而成為孤兒。幾乎在孤兒院的房間裏渡過2歲後的余生，博覽過房間裏的全部書籍，故很有學識。同時也讓很多死神都沒法應付。

## 連載版登場人物
相田静
主人公，被稱作少年A，經常在網上寫一些奇怪的小說，也會看奇怪的書，他的妹妹認為他有邪惡趣味。但他不清楚響對他的的真正想法。完全沒有案發時的記憶。其資料連死神長也沒權看的機密。
在重生後，協助死神工作時經常會做出一些令人意想不到的事，變身女性後可說是才色兼備。也有他的身體（沒有頭）在夜間在街道上遊蕩的傳聞。在最後被南田與其手下用電槍擊昏，並說他是是計畫中的重要棋子。
後從南田口中證實並非真兇。
相田響
静的妹妹，本作的女主角。是位死神。有戀兄情結。擁有治癒能力，於死神中較為罕有的能力。
在家人被殺時對静十分憎恨，在死後到見到死神的期間並不知情，在見到死神後看到的情景對静產生憎恨，許下“給予静最大的懲罰”的最後願望，是静的冤案的成因。
最終話證實她是相田轟的同父異母的妹妹相田靜子的女兒，與静是表兄妹。

### 死神
紗耶
響的上司，和受理響的最後願望的死神。是位十分成熟的女性，帶著眼鏡。
有罕有的消除記憶的能力，和南田東有很深感情，可能有參與“少年A”事件。
皋月
看似嬌小的金髮死神，但很有當死神的經驗。地上勤務隊的隊長，有使用“鬼”的資格。
露嘉
地上勤務隊的隊員，在隊員中是唯一的金髮死神（不包括皋月）。和梅、芳野都是吊車尾。
梅
地上勤務隊的隊員，十分害羞，力氣很大。擁有獨立的性格，但總是依賴別人幫她完成工作。寫的字沒人可看懂。
芳野
地上勤務隊的隊員，隊員中胸圍最大。十分溫柔迷人。
戮
死神長，和皋月一樣嬌小，但在正式場合會變成成人，是個聰明的女性。同樣有使用“鬼”的資格。對“少年A”事件十分感興趣並在調查中。

### 其他登場人物
有澤麻美
響的工作對象，體弱多病的體質，是個有殺人傾向的危險人物。許下“健康的身體”的最後願望來仿效“少年A”。她優越的洞察力使響意識到案件是誤會。後響取消最後願望，還是造成静（後來被響救活）和6名“少年A”的粉絲死亡。
正宗
地獄的“囚人”，是皋月所使用的“鬼”的一員，帶著眼罩。
佐助
地獄的“囚人”，是皋月所使用的“鬼”的一員，總是很惘然的樣子。
村田吾郎
是個通緝犯，用黑貓做稱呼，並用女裝逃避追捕。在自殺網站組織女性參加集體自殺，在晚上用掺有安眠藥的湯進行迷奸。
北条白羽
有澤麻美殺害的受害者之一。是個普通的女孩，因一些原因，很希望和“少年A”見面。之後成為死神。
北条紅羽
白羽的親生姐姐。是個品學兼優的學生。為保護妹妹而遭到親生父親的殺害，沒想到自己被殺的同時妹妹也死於非命。由於沒有死神及時處理而變成惡靈，後按靜的最後願望而得到保留。
北条一郎
北条姊妹的父親，是位議員。身陷賄賂風波，被大女發現他的計畫，而把她殺害。後被靜逼去自首。
五木遠矢
芳野的工作對象，12歲。對死有特殊的看法，有哲學的著作。因為只有靜看懂，唯有使用芳野的能力變成女性與其約會，完成他的最後願望。
風間信
梅的工作對象，15歲。喜好街頭電子遊戲，因腦內肿瘤的位置不可動手術，所以很討厭檢查。
三浦千夏
一個普通的女高中生。因覺得摯友的死因可疑而去參加摯友生前跟她提過的“死神遊戲”。但不知已被选為摯友的替補，後與女體的靜調換身份被救。
南田東
南田的哥哥，很有才華，紗耶的第1個工作對象，10年前在事故中被紗耶所救成了植物人。
死後成為死神。
南田西埜
南田東的弟弟，和他哥哥一樣很有才華，有著十分大的權力，是北条一郎事件和殺人競賽的策劃者。
想利用靜來完成南田東的最後願望。
最後被紗耶消除了有關死神的記憶。
相田轟
主人公的父親，15年來隱暪響的身世，把已失去了母親的響當作自己的女兒撫養。最後被得知真相的巴剖腹殺死。
相田巴
主人公的母親，在15年前與轟的表親靜子遇上重大車禍而雙目失明和喪失自理能力。
最終話證實是相田家滅門案的真兇，曾許下「在臨死前再一次看到響的臉」的最後願望恢復健康。恢復健康後得知響其實並非自己的親生女兒，憤而殺死了轟和響後自殺。
相田靜子
相田轟同父異母的妹妹，巴的同學。相田響的親生母親。反對哥哥與巴的婚事。15年前死於車禍。曾許下「實現自己的女兒﹙響﹚的最後願望」。

## 用語
最後願望
一種補救措施，避免人死後仍有不滿。可減少形成惡靈的機率。犯罪和自殺者不可使用最後願望，內容不可涉及復活和殺人。可是「相田靜」也擁有死後願望的資格，因此推斷他身前並沒有犯下任何罪。
鬼
一部分死神的特權，可把地獄囚人分配為自己的手下。
囚人
在地獄中服刑的人類。可以靠著幫忙死神來縮短刑期。

## 單行本

### 原作
| 冊數 | 史克威爾艾尼克斯 | 史克威爾艾尼克斯       | 青文出版社     | 青文出版社             |
| 冊數 | 發售日期         | ISBN                   | 發售日期       | ISBN                   |
| ---- | ---------------- | ---------------------- | -------------- | ---------------------- |
| 1    | 2010年3月20日    | ISBN 978-4-7575-2827-7 | 2012年10月10日 | ISBN 978-986-310-368-4 |
| 2    | 2010年8月21日    | ISBN 978-4-7575-2979-3 | 2012年12月8日  | ISBN 978-986-310-450-6 |
| 3    | 2010年12月22日   | ISBN 978-4-7575-3104-8 | 2013年3月9日   | ISBN 978-986-310-559-6 |
| 4    | 2011年6月22日    | ISBN 978-4-7575-3239-7 | 2013年9月10日  | ISBN 978-986-310-744-6 |

### RE版
| 冊數 | 史克威爾艾尼克斯 | 史克威爾艾尼克斯       |
| 冊數 | 發售日期         | ISBN                   |
| ---- | ---------------- | ---------------------- |
| 1    | 2019年8月22日    | ISBN 978-4-7575-6251-6 |
| 2    | 2020年1月22日    | ISBN 978-4-7575-6476-3 |
| 3    | 2020年6月22日    | ISBN 978-4-7575-6710-8 |
| 4    | 2020年11月21日   | ISBN 978-4-7575-6950-8 |
| 5    | 2021年4月22日    | ISBN 978-4-7575-7210-2 |

## 注譯
1. 1 2  參見18話
2. ↑  參見先行版
3. ↑  故事中對外公佈的嫌疑犯的名字
4. ↑  參見第1話
5. ↑  參見11話全篇和12話的開頭
6. 1 2 3  參見第2話
7. ↑  詳見第6話
8. 1 2  詳見第1話
9. ↑  參見17，18話
10. ↑  參見第18，5話
11. ↑  見第16話
12. ↑  見第3話
13. ↑  詳見第7話
14. ↑  參見第10，18話
15. ↑  詳見第9、10話
16. ↑  每個死神都有一種能力，參見第11話
17. ↑  參見第11話
18. ↑  參見第12話
19. ↑  實是殺人競賽，詳見13話
20. ↑  詳見16話
21. ↑  詳見17話
22. ↑  見16話
23. ↑  詳見第10話
24. ↑  詳見17話，在18話中露面
25. ↑  已在車禍中死亡

## 外部連結
- （日語）月刊ガンガンJOKER（页面存档备份，存于）
- （日語）ガンガンONLINE「死神様に最期のお願いを」（読み切り版）
- （日語） （页面存档备份，存于）
- （日語）死神様に最期のお願いをRE - 漫画 - ガンガンONLINE -SQUARE ENIX-（页面存档备份，存于）